# Olios wolfi
Olios wolfi là một loài nhện trong họ Sparassidae.
Loài này thuộc chi Olios. Olios wolfi được Embrik Strand miêu tả năm 1911.